# Чего хотят женщины
«Чего хотят женщины» (англ. What Women Want) — фильм режиссёра Нэнси Мейерс.

## Сюжет
Ник Маршалл — ловелас высшей пробы. Его детство прошло в женской гримёрке шоу «Бурлеск», где танцевала его мать. Юный Ник был талисманом кордебалета, любимцем танцовщиц, он купался в их обожании, но и учился иметь дело с женщинами — в любой ситуации, в любом настроении. Из мальчика вырос обаятельнейший самец человека, способный свести с ума любую.
Ник работает в рекламном агентстве, он ждёт давно заслуженного повышения — шеф практически обещал ему пост креативного директора. Но в день намеченного повышения Ник узнает, что его должность отдали недавно принятой на работу Дарси Макгуайр, женщине, о деловой хватке которой ходят легенды. Она сразу заявляет, что агентство отстало от тенденций: они специалисты в рекламе мужских товаров, тогда как основные потребители — женщины. Теперь им придется учиться понимать женскую натуру и пробовать рекламировать женские товары. В завершение совещания Дарси раздает коллегам коробки с потенциальными рекламными продуктами: лаком для волос, тестом на беременность, тушью для ресниц и многим другим. К завтрашнему дню необходимо набросать варианты рекламы.
Вечером того же дня во время экспериментов с этими вещами Ник Маршалл поскальзывается и падает в ванну, полную воды, туда же падает включённый фен. В итоге Ник получает сильный электрический удар, от которого теряет сознание до утра.
Утром Ник обнаруживает, что может слышать мысли женщин, включая животных женского пола. И вдруг он понимает, что он далеко не такой потрясающий, как думал: его обаяния хватает только для разовых встреч с женщинами, в то время как его коллеги и знакомые не выносят его манер, шуток и обращения. Сначала Ник считает, что сошёл с ума, и пытается избавиться от своего дара. Он даже пытается в точности повторить события прошлого вечера, включая удар током, но безуспешно. Он спешит за советом к психотерапевту, у которой однажды, десять лет назад, был с бывшей женой. Женщина сначала отказывается верить Нику, но после пугающей демонстрации его новых возможностей приходит в восторг и перечисляет, какие блестящие перспективы теперь открылись перед ним. Ведь отныне он — единственный мужчина на Земле, способный ответить на вопрос, над которым бились все философы и мыслители мира, но не нашли ответа: «чего же именно хотят женщины?». Теперь Ник может предугадывать желания женщин, а значит, сделать любую из них счастливой. «Если Мужчины с Марса, а женщины с Венеры, то Ник Маршалл — уникальный переводчик».
В этот момент Nike запускает тендер на рекламу женских спортивных товаров. Дарси решает, что их компания должна участвовать и победить, тогда о них заговорят, как о профессионалах в рекламной сфере.
Теперь Ник начинает видеть плюсы в своем новом состоянии: он завоевывает любовь дочери Алекс, которая до этого не принимала отца в своей жизни, начинает предугадывать мысли девушек в постели и становится любимчиком женщин коллег. Но самое главное — Ник обнаруживает, что этой способностью можно пользоваться и в корыстных целях. 
Он слышит мысли Дарси и, опережая её, озвучивает их от своего имени. Но Ник слышит не только творческие идеи своей новой начальницы, он слышит ее страхи, мысли и рассуждения. Оказывается, Дарси, которую за спиной считали мужененавистницей и тираном, на самом деле одинокая женщина, заплатившая за успех в карьере собственным личным счастьем. Ник быстро понимает, что влюбился. Он начинает испытывать муки совести насчет своих прошлых поступков, а также краж проектов Дарси.
На презентации проекта Nike, которую по просьбе Дарси проводит Ник, все идет идеально. Компания заполучила контракт. Шеф, думает, что проект разработал Ник и приходит к выводу, что он ошибся, наняв Дарси. Но Ник неожиданно отказывается от должности, о которой мечтал. Он утверждает, что Дарси — блестящий профессионал, и что именно она придумала рекламу, которую так высоко оценили Nike. В этот же день Ник обнаруживает, что секретарь Эрин, которая думала о самоубийстве, не вышла на работу. Он быстро узнает её адрес и мчится к ней, желая предотвратить непоправимое.
По дороге его ударяет током, и Ник обнаруживает, что его способность исчезла. Он спасает Эрин, предлагает ей позицию копирайтера и мчится к Дарси. Ник сообщает Дарси, что ее восстановили на работе, а также в порыве откровения признаётся в том, что воровал ее идеи, она немедленно увольняет Ника, но расстаться с ним уже не может. Любящие сердца соединились…

## В ролях
| Актёр            | Роль                                 |
| ---------------- | ------------------------------------ |
| Мел Гибсон       | Ник Маршал                           |
| Хелен Хант       | Дарси Макгуайр                       |
| Мариса Томей     | Лола                                 |
| Алан Алда        | Дэн Уонамейкер                       |
| Лорен Холли      | Джиджи                               |
| Эшли Джонсон     | Александра Маршал                    |
| Марк Фойерстин   | Морган Фаруэлл                       |
| Дельта Бёрк      | Иви                                  |
| Валери Перрин    | Марго                                |
| Джуди Грир       | Эрин                                 |
| Сара Полсон      | Энни                                 |
| Ана Гастейер     | Сью Кранстон                         |
| Диана-Мария Рива | Стелла                               |
| Лиза Эдельштейн  | Дина                                 |
| Лоретта Дивайн   | Фло                                  |
| Эрик Бальфур     | Кэмерон                              |
| Логан Лерман     | юный Ник Маршал                      |
| Бетт Мидлер      | Дж. М. Перкинс (в титрах не указана) |

## Прокат
Фильм успешно прошёл в прокате. С бюджетом $70 млн (затраты на маркетинг: $30,7 млн) фильм собрал $374 млн (США: $182,8 млн + остальной мир: $191,3 млн). С этими результатами он занял 4-е место среди лучших фильмов проката 2000 года. Кроме того, он стал самым кассовым декабрьским фильмом всех времен, обогнав «Крик 2». Этот рекорд продержался до 2001 года, затем его обошёл фильм «Одиннадцать друзей Оушена». 

## Критика
На сайте-агрегаторе Rotten Tomatoes фильм держит 54 % «свежести» со средним рейтингом 5,7/10, что основано на 122 отзывах критиков. Критики сайта считают: Несмотря на то, что Гибсон хорошо справляется со своей ролью, «Чего хотят женщины» — это довольно традиционная, пушистая романтическая комедия, которая плохо раскрывает свою идею". На Metacritic рейтинг фильма составляет 47 баллов из 100, что основано на 33-х рецензиях, выражающих «смешанные или средние отзывы».
Кимберли Джонс из The Austin Chronicle в своей рецензии высоко оценила игру Гибсона и сравнила некоторые моменты фильма с классическими комедиями, но посчитала, что концовка превратилась в «скучную, затянутую пьесу о морали». Роджер Эберт написал, что фильм «не столько течет, сколько перескакивает от одной хорошей сцены к другой, через щели плоских сцен между ними … фильм не скучный и часто очень забавный». Стефани Захарек из Salon.com высказалась критически: «Хотя „Чего хотят женщины“ нацелен на женскую аудиторию, это не что иное, как унижение по отношению к ним».

## Награды и номинации
- 2001 номинация на премию Золотой глобус
  - лучший актёр комедии или музыкального фильма (Мэл Гибсон)
- 2001 премия «Золотой экран» (Германия)
- 2001 номинация на премию Сатурн
  - лучший фильм в жанре Fantasy.